# César Cueto
César Augusto Cueto Villa (* 16. Juni 1952 in Lima) ist ein ehemaliger peruanischer Fußballspieler. Er nahm an den Fußball-Weltmeisterschaften  1978 und  1982 teil.

## Karriere

### Verein
Cueto wurde in der Jugend von Alianza Lima ausgebildet. 1969 rückte er als 16-Jähriger in die erste Mannschaft auf. Da sich der offensive Mittelfeldspieler in den ersten Jahren nicht als Stammspieler durchsetzen konnte, nahm er 1971 ein Angebot des ambitionierten Erstliga-Aufsteigers José Gálvez FBC aus der Küstenstadt Chimbote an. Der mit großen Erwartungen gestartete Klub belegte trotz namhafter Spielerzugänge nur den vorletzten Platz. 1973 unterschrieb Cueto bei Deportivo Municipal, nachdem José Gálvez aufgrund der Verstaatlichung der Fischerei in erhebliche wirtschaftliche Probleme geraten war.
1974 kehrte er zu Alianza Lima zurück. In der Spielzeit 1975 gelang ihm der sportliche Durchbruch. Er gewann mit Alianza die Meisterschaft und wurde in die peruanische Nationalmannschaft berufen. 1976 gewann er mit Alianza die letzte Ausgabe der Copa Simón Bolívar, ein internationales Turnier zwischen den Meisterklubs der von Simón Bolívar befreiten Länder. 1977 und 1978 gewann er zwei weitere nationale Meistertitel.
1979 wechselte er nach Kolumbien zu Atlético Nacional aus Medellín. 1981 führte er den Klub mit 17 erzielten Saisontoren als bester Torschütze seiner Mannschaft zum Gewinn der kolumbianischen Meisterschaft. Im Alter von 32 Jahren wechselte er 1984 zu América de Cali, wo er auf Anhieb einen weiteren Meistertitel gewann. In der Spielzeit 1985 war er vereinslos. In den Jahren 1986 und 1987 spielte er für die Klubs Deportivo Pereira und Cúcuta Deportivo, bevor er 1988 zu Alianza zurückkehrte. Dort beendete er 1991 seine Spielerkarriere.

## Nationalmannschaft
Die Copa América 1975 war das erste internationale Turnier, das Cueto für die peruanische Nationalmannschaft bestritt. Er kam zu einem Einsatz im Gruppenspiel gegen Bolivien. Beim peruanischen 3:1-Sieg erzielte er das Tor zum zwischenzeitlichen 2:0. Im weiteren Verlauf des Turniers wurde er nicht mehr eingesetzt. Peru gewann die Südamerikameisterschaft. Es blieb Cuetos einziger Titel mit der Nationalmannschaft.
Anlässlich der Fußball-Weltmeisterschaft 1978 in Argentinien wurde Cueto in das peruanische Aufgebot berufen und in allen Spielen des Turniers eingesetzt. Im Auftaktspiel bezwang die Mannschaft die favorisierten Schotten mit 3:1. Dabei erzielte Cueto kurz vor der Halbzeitpause den zwischenzeitlichen Ausgleich zum 1:1. Nach einem 0:0 im Spiel gegen den späteren Vizeweltmeister Niederlande und einem 4:1 gegen den Iran zog Peru als Gruppensieger der Vorrunde in die 2. Finalrunde ein. Dort verloren die Peruaner alle drei Gruppenspiele gegen Brasilien, Polen und den späteren Weltmeister Argentinien, ohne ein eigenes Tor zu erzielen. Insbesondere die 0:6-Niederlage im für Peru unbedeutenden Spiel gegen die Gastgeber, welche das Endspiel nur noch mit einem hohen Sieg erreichen konnten, steht bis heute unter Manipulationsverdacht.
Cueto stand auch bei der Copa América 1979 im peruanischen Kader. Die Peruaner konnten ihren Titel von 1975 nicht verteidigen und schieden im Halbfinale des Turniers gegen Chile aus.
Bei der Fußball-Weltmeisterschaft 1982 in Spanien wurde Cueto erneut für das peruanische Aufgebot nominiert. Auch bei diesem Turnier kam Cueto in jedem Spiel der Peruaner zum Einsatz. Nach zwei torlosen Unentschieden gegen Kamerun und den späteren Weltmeister Italien bedeutete die 1:5-Niederlage gegen Polen das frühe Aus nach der Vorrunde.
Zwischen 1972 und 1985 absolvierte Cueto 51 Länderspiele für Peru, in denen er sechs Tore erzielte.

## Erfolge
- Südamerikameister: 1975
- Copa Simón Bolívar: 1976
- Peruanischer Meister: 1975, 1977, 1978
- Kolumbianischer Meister: 1981, 1984